# Fotografie v Peru

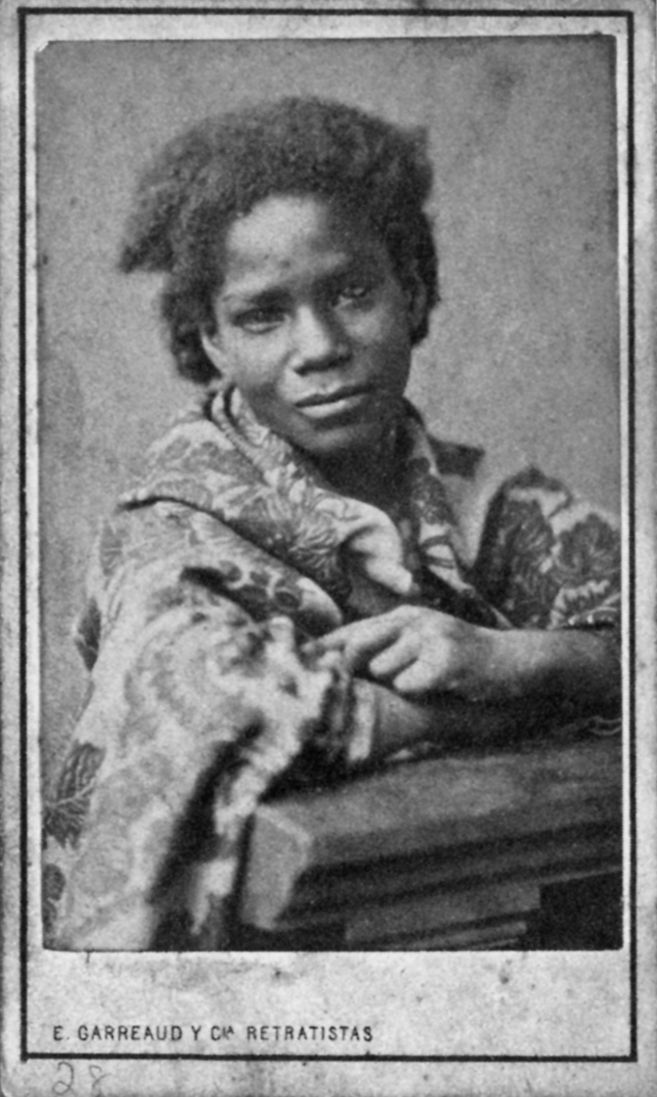
Emilio Garreaud: Portrét ženy, asi 1858

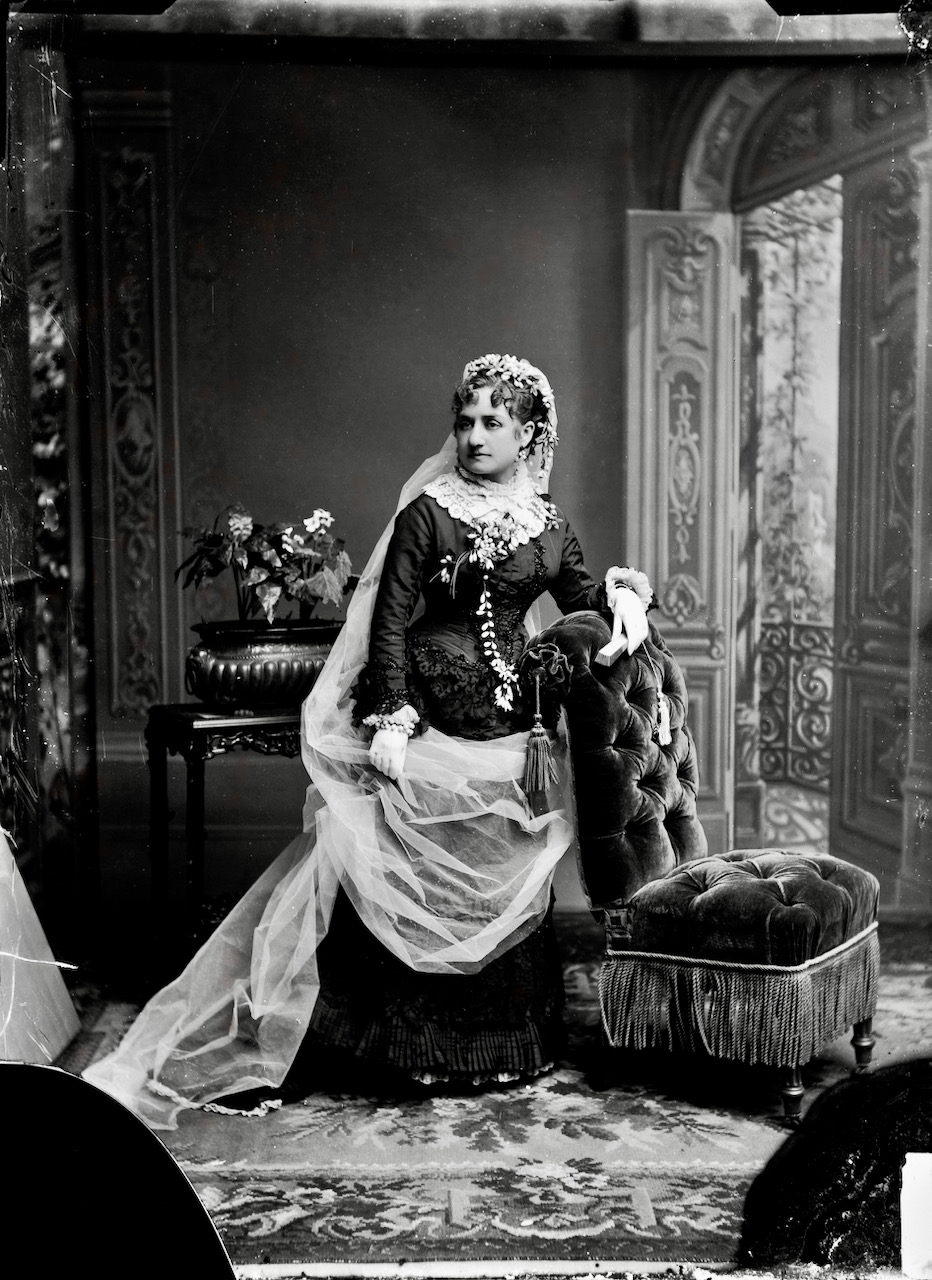
Eugenio Courret: Novia (Nevěsta), asi 1890. Portrét ženy zřejmě ve svatebních šatech nebo stylizované jako nevěsta. Studio Courret bylo známé tím, že portrétovalo elity v elegantních interiérech a s luxusní výpravou, často i kolorovaně. Portrét zachycuje ženský ideál doby – důstojnost, elegance, bohatství i kulturní status. Prostředí, ve kterém je žena vyfocena, zdůrazňuje její společenské postavení.

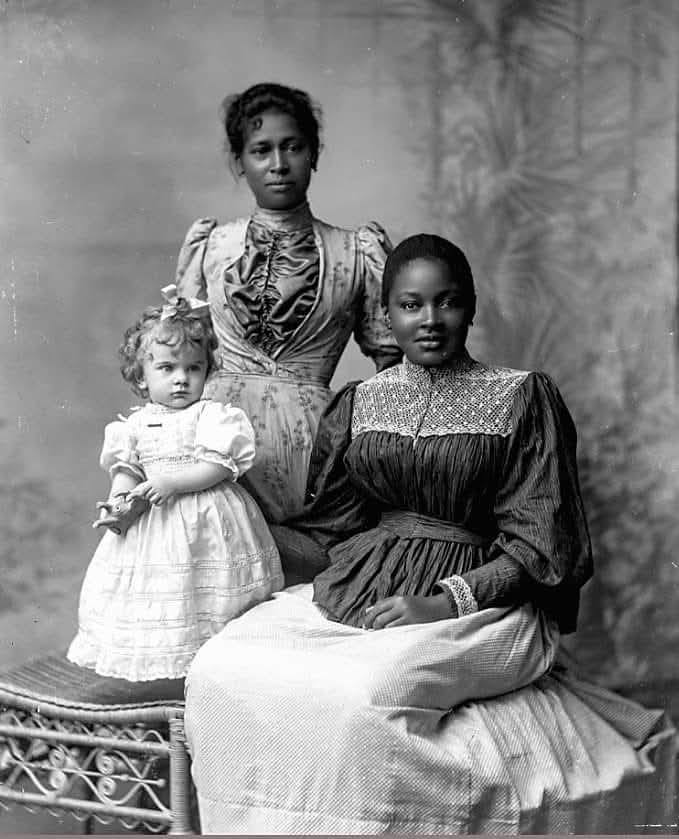
Adolphe Dubreuil: Portrét chůvy s dítětem, o které pečovala, byl odrazem vysokého socioekonomického postavení rodiny. Tyto fotografické portréty pořizovali Eugenio Courret a jeho nástupce Adolphe Dubreuil ve svém ateliéru Courret v centru Limy. Na fotografii Dubreuila z roku 1896 je zachycen Roberto Augusto Baudrot se svými dvěma mladými chůvami. Chlapec byl synem úspěšného francouzského obchodníka usazeného v Limě.

Fotografie v Peru začala se zavedením daguerrotypie v roce 1842. Během 19. století se město Lima stalo centrem významné fotografické produkce, zatímco různí kočovní fotografové cestovali po celé zemi a pořizovali snímky lidí i krajiny. Mezi průkopníky fotografie patřili Maximiliano Danti, Eugène Maunoury, Rafael Castillo, Eugenio Courret a domorodý fotograf Martín Chambi Jiménez.

## Daguerrotypie

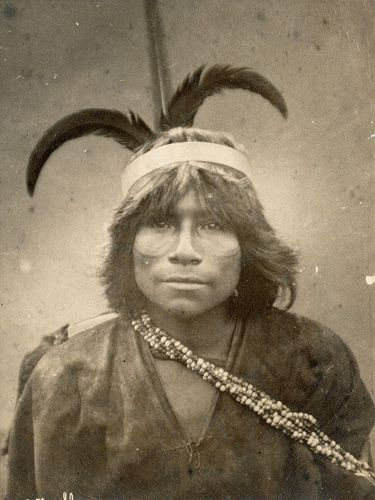
Charles Kroehle: Muž z kmene Ašaninků, 1888

V srpnu 1838 představil Louis Jacques Mandé Daguerre v Paříži daguerrotypii, vynález, který se stal velmi důležitým pro historii obrazu. O rok později francouzský stát koupil patent na vynález a zveřejnil jej. První zpráva o jeho existenci se objevila v novinách El Comercio ze dne 25. září 1839. Nicméně až v roce 1842 dorazila první daguerrotypie do přístavu Callao. Tímto způsobem noviny El Comercio oznámily příjezd Maxmiliana Dantiho v článku publikovaném 8. července 1842.
V té době byla v Evropě daguerrotypie po řadě experimentů technicky zdokonalena – došlo ke zlepšení objektivů i chemických postupů. To umožnilo zkrátit expoziční časy pro portréty. Dlouhé expoziční časy se již nepoužívaly, ale zkrátily se na dvě minuty ve stínu a jednu minutu na plném slunci. Tímto způsobem se portrét stal hlavní funkcí daguerrotypie, formáty byly desky o rozměrech 21,5 x 16,5 cm a jejich zlomky. Tento druh daguerrotypie byl ten, který Maximiliano Danti přinesl do Peru. Takto byl v Limě brzy otevřen první fotografický ateliér.
Poptávka po portrétech mezi bohatými vrstvami vedla po příchodu daguerrotypistů z různých zemí světa, ačkoli většina z nich byli Francouzi, ke vzniku fotografických ateliérů. Francouzští fotografové sehráli v 19. století klíčovou roli při rozvoji fotografie v Peru, zejména v Limě. Jejich přítomnost byla spojena s obdobím hospodářské prosperity země díky vývozu guána a s kulturním vlivem Francie, která byla v té době vnímána jako centrum umění a technologií. Mezi lety 1842 a 1846 tak v Peru působili: Philogone Daviette, A. de Lattre, N. Fournier a Fernando Lebleux, kolem roku 1855 Amic Gazan a Emilio Garreaud, kteří se v roce 1859 přestěhovali do Chile. Mezi lety 1846 a 1852 se zde usadili američtí fotografové, mezi nimiž lze jmenovat J. Newlanda, Hermana Husbanda, Arthura Terryho a bratry Wardovy, ačkoli nejznámější byl Benjamin Franklin Pease, který již používal kolodiovou techniku.
Způsob práce prvních fotografů byl kočovný, téměř se nikdy neusadili v konkrétním městě, ale jakmile dosáhli svého cíle, přestěhovali se do jiného města nebo země, aby pokračovali v jiných zaměstnáních odpovídajících oboru fotografie nebo jakémukoli jinému.
Všichni daguerrotypisté přijíždějící do země využívali tisk k propagaci své práce. Zveřejňovali reklamy popisující svou kariéru, kvalitu svých služeb a podmínky, za kterých byly poskytovány. Vzhledem k tomu, že jejich práce byla kočovná, museli kontaktovat další obchodníky ve městě, které navštěvovali, jako například hostinské nebo hoteliéry, aby si vyžádali nejlépe osvětlené místnosti, nebo majitele obchodů, aby jim poskytli vitríny pro jejich díla.
Portrét Manuela Alarca z roku 1846 je považován za nejstarší daguerrotypii v Peru. Jeho místo pobytu není známo. Daguerrotypie byly také identifikovány, ale vzhledem k jejich nízké technické kvalitě by mohly být datovány do roku 1845. Předpokládá se, že je vytvořil některý z tehdejších francouzských daguerrotypistů, jako například De Lattre, Fournier nebo Lebleux. Předpokládá se, že se jednalo o dobrodružné učně nebo nezkušené profesionály, kteří kvůli velkému počtu daguerrotypistů na svém území přišli hledat nové trhy. Ačkoli se tisku prezentovali jako „akreditovaní“ a „slavní“ daguerrotypisté „nově příchozí z Paříže“, žádný z nich se neobjevuje ve studiích o francouzské daguerrotypii.
Mnoho z těchto daguerrotypistů však opustilo své původní povolání ve prospěch udržitelnějšího. To je případ Maximiliana Dantiho, který po šesti měsících usazení v Limě opustil daguerrotypii a stal se obchodníkem ve městě až do poloviny 60. let 19. století. Totéž se stalo Fernandu Lebleuxovi, který po příjezdu do Limy v roce 1845 založil prádelnu s parním praním a v roce 1846 se prohlásil za daguerrotypistu, ale prádelna se později stala jeho hlavním zdrojem příjmů.
Jacinto Pedevilla je považován za prvního peruánského daguerrotypistu. Ačkoli se jeho příjmení psalo také „Pedeville“, vyvolávalo to zmatek a někteří ho považovali za Francouze. Jeho otec, Cayetano Pedevilla, byl janovský stříbrník žijící v peruánském hlavním městě. První reklama, kterou Jacinto Pedevilla zveřejnil v Limě, byla tedy v roce 1846, kdy uvedl, že jeho dílo je veřejně vystaveno v klenotnictví. Nabízel také doplňky, jako jsou prsteny a náušnice, nebo rámečky pro své daguerrotypie. Jacinto Pedevilla si mohl své povolání osvojit také prostřednictvím svého příbuzného Luise Pedevilly, který byl v roce 1850 majitelem Gabinete Óptico de Lima. Ačkoli Jacinto Pedevilla začínal v Limě, je známo, že v prosinci 1845 pracoval také v Cuscu. Stejně jako všichni putující daguerrotypisté cestoval Jacinto Pedevilla v září 1854 do Chile a založil fotografický ateliér ve Valparaísu. Daguerrotypisté tedy v této době opouštěli svůj kočovný způsob práce a zakládali si vlastní fotografická studia ve stálých prostorách ve městech, jako je Lima.
Kromě francouzských fotografů působili v Peru v 19. a počátkem 20. století i fotografové jiných národností. Patřili mezi ně především Italové, například Maximiliano Danti, považovaný za prvního fotografa v Peru, byl pravděpodobně italského původu. Severoameričtí fotografové jako Henry de Witt Moulton a Villroy R. Richardson působili v Limě, kde zavedli módní vizitkové fotografie (carte de visite). Nebo významný německý fotograf Charles Kroehle, který spolu s Milesem Mossem a Georgem Huebnerem působil v Amazonii a pořídil unikátní snímky původních etnik, včetně Asháninků a dalších kmenů. Charles Kroehle zemřel na následky zranění šípem, které se včas nezahojilo, bylo mu 25 let.

## Fotografická vizitka
Od doby, kdy Disdéri zavedl fotografickou vizitku jako prostředek k pořizování portrétů, se s ní setkal velký komerční úspěch. V roce 1862 se Eugène Maunoury usadil v Limě a začal tyto vizitky vyrábět ve Fotografické společnosti Sociedad Fotográfica Maunoury y Cía. Dalším autorem byl Eugenio Courret, který zpočátku přišel jako dělník pro Maunouryho, ale v roce 1863 si se svým bratrem založil studio s názvem "Fotografía Central". Po Maunouryho odchodu v roce 1865 a koupi jeho firmy se z ní stala největší fotografická společnost v Peru. Své fotografie podepisovali jako „bratři Courretovi, nástupci E. Maunouryho“. Kolem roku 1892 se bratři vrátili do Francie, kde pokračovali v práci jako fotografové. Jejich firmu však vedl Adolfo Dubreuil a v roce 1929 byla známá jako „Dubreuil Photography“ až do svého uzavření v roce 1935.
Dalšími fotografy, kteří se etablovali s využitím boomu vizitek, byli američtí fotografové Henry de Witt Moulton a Villroy R. Richardson. Jelikož zastupovali americkou firmu, zpopularizovali fotografické vizitky, které se z Limy prodávaly do celého jižního cípu Jižní Ameriky. Existoval také průmysl pro kolorování černobílých fotografií nebo stereoskopických pohledů. Postupně začali fotografovat i národní fotografové, mezi nimiž lze zmínit žáky Dubreila, Diega Goyzuetu, Elíase del Águilu a Luise S. Ugarteho.

## Válečná fotografie
Počátky dokumentární fotografie ukazovaly velký zájem o ozbrojené konflikty. Jedním z prvních případů tohoto typu fotografie pořízených v Peru byla reportáž o útoku španělské flotily na přístav Callao v roce 1866. Reportáž byla také pořízena o konfliktu, který vznikl v poušti Atacama, mezi hranicemi Chile a Bolívie, protože se tam nacházely dusičnanové nerosty a tyto země měly v nich zájmy. Peru s těmito dvěma zeměmi podepsalo smlouvu, která selhala a Chile vyhlásilo válku. Práce fotografů se omezovala na pořizování snímků z přípravných bitev a výsledků bitev, ale během nich nesměli fotografovat. Eduardo Clifford Spencer byl fotograf, který pořídil reportáž o celé válce v Pacifiku z chilského pohledu. Jeho fotografie sloužily jako dokumentace a propaganda, která se objevovala v tehdejších chilských novinách. Snímky ukazovaly vítězství, tehdejší technologii (děla, opevnění, zákopy), zničená města nepřítele a všude vlající vlajky vítěze.

## Posmrtná fotografie

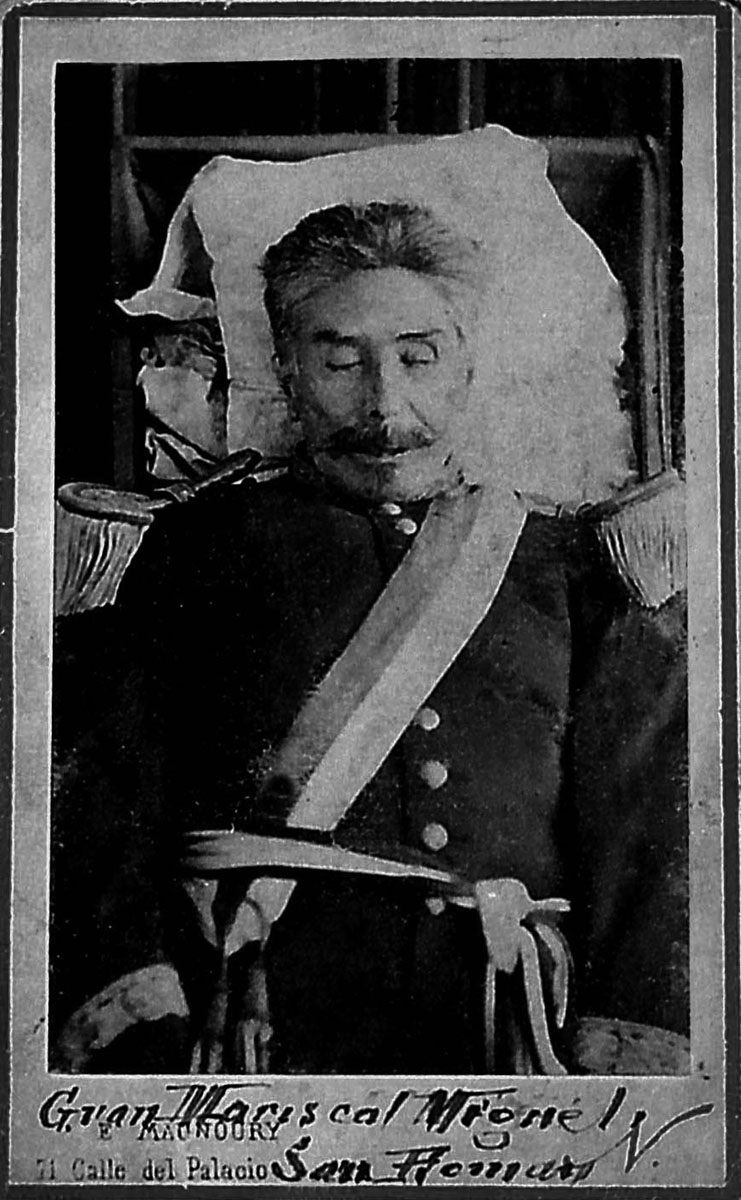
Eugène Maunoury: Na začátku roku 1863 prezident San Román onemocněl a přestěhoval se do své rezidence v přímořském letovisku Chorrillos, kde dále pracoval se svými ministry. Dne 30. března se jeho zdravotní stav zhoršil. Lékaři přiznali, že se zmýlili v diagnóze: jeho nemoc ve skutečnosti postihla játra a ledviny. Zemřel ve městě Chorrillos dne 3. dubna 1863.

Protože fotografie nebyly příliš cenově dostupné, mnoho lidí si nemohlo dovolit pořídit si vlastní portrét nebo typickou rodinnou fotografii, takže tyto typy fotografií byly často vybírány na poslední chvíli jako památka na zesnulého. Pro pořízení posmrtné fotografie byl zesnulý nalíčen a nejčastěji pózován tak, aby vypadal jako živý. Rodina byla požádána, aby pózovala vedle nich, a kolem nich byla vytvořena scéna. Fotografie se pořizovaly i u smrtelné postele. Bohužel v té době mnoho dětí umíralo v důsledku nemoci. Byly fotografovány v náručí rodičů nebo obklopeny květinami a oblečeny v bílých šatech.

## Moderní fotografie
Fotografický pokrok umožnil, že ve 20. století v Peru pokračovala tradice portrétní fotografie. Fotografická studia byla v hlavních městech, jedním z nejznámějších byl ateliér v Arequipě, který provozovali bratři Vargasovi, příbuzní Maxe T. Vargase. Kromě toho existovala tradice putovní fotografie s určitým etnografickým zaměřením, kde vynikli bratři Crisanto a Filiberto Cabrera. Mezi nejvýznamnější portrétisty patřili Emilio Díaz a Juan Manuel Figueroa Aznar, kteří zobrazovali vyšší společnost v Arequipě a Cuzcu.
Několik fotografů také produkovalo reportáže a krajinářské fotografie i portréty, včetně Jacinta Pedevilla, Rafaela Castilla, Juana Manuela Figueroy Aznara a Martína Chambiho Jiméneze, přičemž reportáže o ruinách Machu Picchu od těchto fotografů vznikly po jeho objevení na začátku 20. století Reportážní fotografie byla motivem i pro fotografy jako Emilio Garreaud, Ricardo Villalba, Rafael Castillo, Miguel Chani nebo Luis Albiña.
Fotoreportáž sledovala aktuální dění v Peru, ale v mnoha případech to byli zahraniční novináři, kteří bedlivě sledovali události mezinárodního významu, jako je fenomén Světlé stezky nebo různé politické krize. Jako prominentního fotografa však lze zmínit Carlose „China“ Domíngueze.
V oblasti institucionální propagace fotografie do konce 20. století nebyl velký zájem o záchranu a zachování fotografického odkazu, nicméně stojí za zmínku založení Peruánské fotografické rady regionu Inků v roce 1991 se sídlem v Cuzcu. Fotografická díla lze nalézt v různých archivech: Generálním archivu národa, Národní knihovně, která mimo jiné obsahuje část archivu Courretových, Fotografickém archivu Martína Cambiho, fototéce Centra pro andská studia „Bartolomé de las Casas“ a Institutu fotografického umění, a také v archivech v zahraničí. 

## Fotografové

### Eugène Maunoury
Eugène Maunoury přijel do Chile z Francie a usadil se v Limě v Peru v roce 1861. V roce 1862 byl v novinách zveřejněn Nadarův dopis, který inzeroval Maunouryho jako korespondenta jeho fotografického studia v Paříži. „Mám tu čest informovat váženou veřejnost tohoto hlavního města, že pouze v Limě je pan Maunoury, fotograf, 71- Calle del Palacio-71, výhradním vlastníkem mých nových fotografických postupů, které získaly ocenění v Paříži a Londýně. Nadar. 35 Boulevard des Capucines, Paříž“ (El Comercio, 4. května 1862, poslední strana).
Studio bylo velmi úspěšné a brzy vznikly dvě nové pobočky. Pracoval také jako korespondent pro pařížský Le Monde Illustré. Jeho hlavní díla sahala od krajinářských scenérií a portrétů až po posmrtnou fotografii. V polovině roku 1863 Maunoury opustil studio, které předal do rukou bratrům Courretovým a vrátil se do Francie.

### Rafael Castillo
Rafael Castillo byl peruánský fotograf, který žil v Limě od roku 1860 do roku 1890. Jeho fotografický ateliér se jmenoval "Fotografía Nacional". Věnoval se uhlotisku (carbonovému tisku), trvanlivé fotografické technice, která využívá pigmentovou želatinu pro dosažení jemné tonality a dlouhé životnosti snímků. Byl autorem série s názvem „Malí andělé“, ve které vystavoval fotografie zesnulých dětí.

### Eugène Courret
Známější jako Eugenio Courret, přijel do Limy v roce 1860 a začal pracovat v ateliéru Eugèna Maunouryho. V roce 1863 založil se svým bratrem fotografické studio „Fotografía Central“. V roce 1935 studio zkrachovalo a zaměstnancům byly jako odměna vydávány skleněné negativy. Jedna z rodin, která tyto negativy obdržela, se rozhodla je darovat Národní knihovně Peru. Bratři Courretovi zavedli fotografickou vizitku, která se setkala s velkým úspěchem.

### Martín Chambi Jiménez

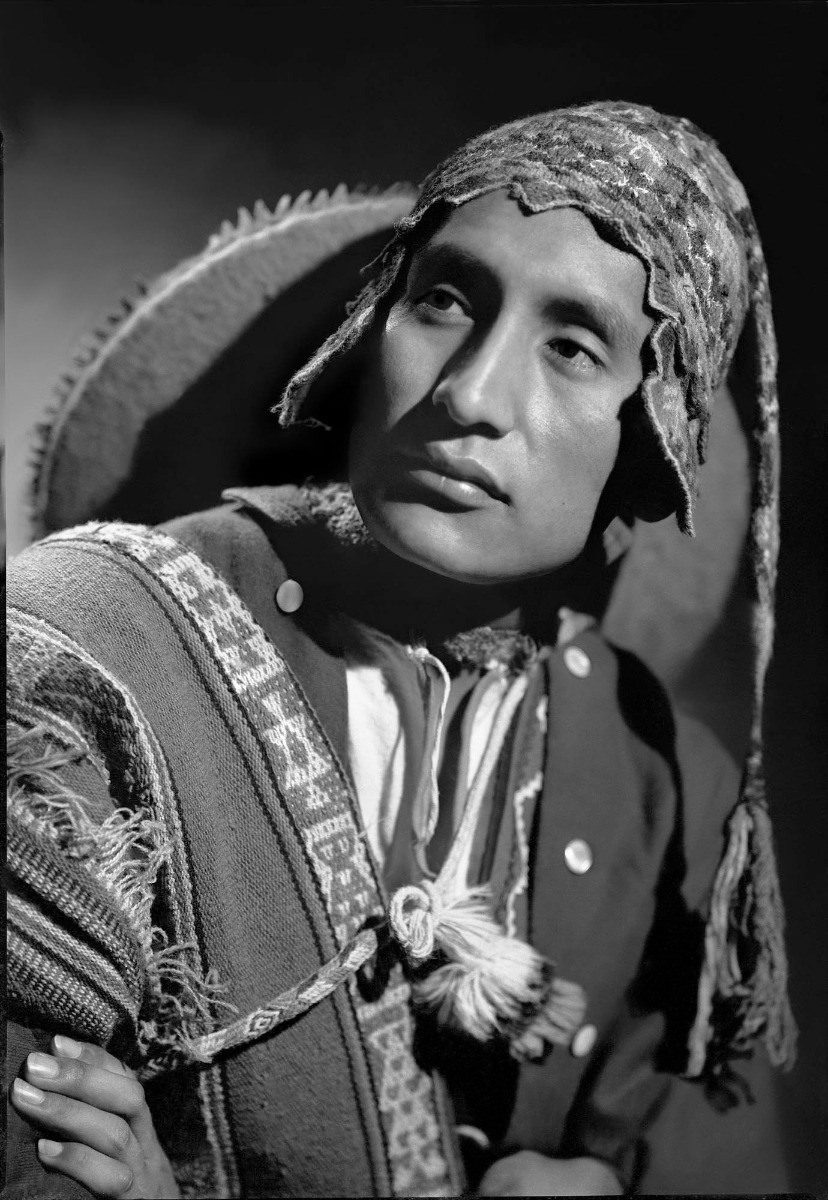
Annemarie Heinrichová: Martín Chambi, 1938

Martín Chambi Jiménez je považován za nejvýznamnějšího z domorodých fotografů spolu s Juanem Manuelem Figueroou Aznarem. Narodil se v roce 1891 v Coase v provincii Carabaya v departementu Puno a fotografii se naučil v Arequipě v ateliéru Maxe T. Vargase, ačkoli v roce 1920 si otevřel vlastní ateliér v Cuzcu. Jeho fotografie byly silně ovlivněny piktorialismem. Od jeho smrti v roce 1973 se jeho dílo dočkalo uznání v různých zemích, po retrospektivní výstavě v roce 1979 v MoMA v New Yorku a účasti na „Latinskoamerické fotografické výstavě“ v roce 1981 v Curychu. Ve Španělsku bylo možné jeho dílo vidět v roce 1990 v Círculo de Bellas Artes v Madridu a v roce 2001 v Paříži na výstavě pořádané Instituto Cervantes. Jeho práce dokumentující pozůstatky Inků umožnila, aby se svět Inků v okolí Cuzca v jeho době stal více známým.